# Лялькар проти демонічних іграшок
Лялькова людина проти демонічних іграшок (англ. Dollman vs. Demonic Toys) — американський фільм жахів 1993 року. Фільм є продовженням трьох попередніх фільмів, які випустила компанія Full Moon Features: «Лялькова людина», «Демонічні іграшки» та «На небезпечній хвилі».

## Сюжет
Поліціянтка Джудіт Грей разом зі своєю сестрою Джинджер, яка зменшилася, просять допомоги у крихітного 13-дюймового лялькового поліціянта Бріка Бардо. Вони змушені битися з демонічними іграшками, які риють яму на покинутій іграшковій фабриці. Брік Бардо повинен перешкодити їм дістатися до темних сил Землі.

## У ролях
- Тім Томерсон — Брік Бардо
- Трейсі Скоггінс — Джудіт Грей
- Мелісса Бер — медсестра Джинджер
- Філ Фондакаро — Рей Вернон
- Р.К. Бейтс — Бум
- Віллі С. Карпентер — поліціянт
- Пітер Чен — таксист
- Френк Велкер — Дитина Упсі-Дейзі, озвучка
- Тім Дорнбергг — спеціальні вокальні ефекти, озвучка
- Девід Грейтхаус — Дитина Упсі-Дейзі
- «Евіл» Тед Сміт — Zombietoid
- Пол Саламофф — Jack Attack
- Філ Брок — Коллінз